# Opsigalea ocellata
Opsigalea ocellata är en fjärilsart som beskrevs av Walker 1865. Opsigalea ocellata ingår i släktet Opsigalea och familjen nattflyn. Inga underarter finns listade i Catalogue of Life.